# Padre Ranchitos, Arizona
Padre Ranchitos je naseljeno područje za statističke svrhe u američkoj saveznoj državi Arizona. Prema popisu stanovništva iz 2010. u njemu je živjelo 171 stanovnika.